# 10 Years (chanson)
Pour les articles homonymes, voir 10 Years.
Singles de Daði og Gagnamagnið
Feel the Love
(2021)
Chansons représentant l'Islande au Concours Eurovision de la chanson
Think About Things
(2020) Með hækkandi sól
(2022)
10 Years est une chanson du chanteur islandais Daði Freyr et de son groupe Gagnamagnið. La chanson a représenté l'Islande au Concours Eurovision de la chanson 2021 à Rotterdam, aux Pays-Bas,.

## Concours Eurovision de la chanson

### Sélection interne
Le 23 octobre 2020, RÚV a confirmé que Daði og Gagnamagnið représentera l'Islande au concours 2021. La chanson, intitulée 10 Years, est sortie le 13 mars 2021,,.

### À l'Eurovision
La 65e édition du Concours Eurovision de la chanson a eu lieu à Rotterdam, aux Pays-Bas et comprend deux demi-finales les 18 et 20 mai 2021, puis la grande finale le 22 mai 2021. Selon les règles de l'Eurovision, tous les pays participants, à l'exception du pays hôte et des « Big Five », composés de la France, de l'Allemagne, de l'Italie, de l'Espagne et du Royaume-Uni, sont tenus de se qualifier à partir de l'une des deux demi-finales pour concourir pour la finale,. Le 17 novembre 2020, il a été annoncé que l'Islande se produirait dans la première moitié de la deuxième demi-finale du concours.
La chanson 10 Years a notamment permis à l'Islande de se hisser à la 4e place des demi-finales de l'Eurovision avec un total de 288 points, leur permettant d'accéder à la finale du concours où il se retrouvèrent à nouveau 4e au classement général avec un total de 378 points derrière l'Italie, vainqueur de l'Eurovision 2021, la France et la Suisse.